# Лэрд
Лэрд (англо-шотл. laird — землевладелец, лорд) — представитель нетитулованного дворянства в Шотландии. Лэрды образовывали нижний слой шотландского дворянства и, в отличие от титулованных лордов, участвовали в парламенте Шотландии не непосредственно, а через своих представителей.
Важным этапом в развитии процесса обособление лэрдов от лордов является закон короля Якова I 1428 года, которым вводилось деление дворянства на два класса: лордов, имеющих право непосредственного участия в парламенте, и «мелких баронов», которые участвовали в законодательном органе через своих представителей. Однако в Шотландии границы между лордами и лэрдами, во всяком случае до XVII века не были столь чёткими, как между английским пэрством и джентри: в шотландском парламенте лэрды, делегированные графствами, заседали в той же палате, что и владетельные лорды; связи между лэрдами и баронами, усиленные клановой системой, были более прочными и сохранялись значительно дольше.
Влияние лэрдов и их представительство в парламенте с начала XVI века непрерывно росли. Именно лэрды, наряду с городской буржуазией, стали движущей силой Реформации в Шотландии в середине XVI века, и, добившись численного превосходства в парламенте над остальными сословиями в 1560 году, обеспечили принятие пресвитерианства в качестве государственной религии страны. В 1587 году было введено правило, согласно которому лэрды каждого графства Шотландии должны были делегировать в парламент по два своих представителя. В середине XVII века лэрды стали главной опорой ковенантского движения. После объединения в 1707 году Англии и Шотландии в единое государство и упразднения шотландского парламента, политическое значение лэрдов сильно упало.